# Império do Espírito Santo de Santa Luzia da Praia
O Império do Espírito Santo de Santa Luzia da Praia é um Império do Espírito Santo português que se localiza ao lugar de Santa Luzia, na freguesia açoriana da Santa Cruz, concelho da Praia da Vitória, ilha Terceira, arquipélago dos Açores.
Este Império do Espírito Santo tem a sua fundação no século XIX mais precisamente no ano de 1875.